# Хунган
Хунга́н (кит. упр. 红岗, пиньинь Hónggǎng) — район городского подчинения городского округа Дацин провинции Хэйлунцзян (КНР). Один из индустриальных районов Дацина. Назван по Хунганскому (ныне — Синшуганскому) нефтяному месторождению.

## История
В декабре 1960 года был образован район Синшуган (杏树岗区) города Аньда. В 1965 году он был ликвидирован, а входившие в него посёлки и волости вернулись в состав восстановленного уезда Аньда.
В 1980 году район был создан вновь — уже как район Хунган городского округа Дацин.

## Административное деление
Район Хунган делится на 5 уличных комитетов и 1 посёлок.
| № | Название | Название (кит.)  | Статус          | Население чел. (2010) | На карте                         |
| - | -------- | ---------------- | --------------- | --------------------- | -------------------------------- |
| 1 | Хунган   | 红岗街道办事处   | уличный комитет | 38801                 | 46°24′23″ с. ш. 124°53′06″ в. д. |
| 2 | Бабайшан | 八百垧街道办事处 | уличный комитет | 38252                 | 46°24′23″ с. ш. 124°53′06″ в. д. |
| 3 | Синшуган | 杏树岗镇         | поселок         | 37523                 | 46°19′15″ с. ш. 124°53′46″ в. д. |
| 4 | Цзефан   | 解放街道办事处   | уличный комитет | 28063                 | 46°24′23″ с. ш. 124°53′06″ в. д. |
| 5 | Синнань  | 杏南街道办事处   | уличный комитет | 15671                 | 46°24′23″ с. ш. 124°53′06″ в. д. |
| 6 | Чуанъе   | 创业街道办事处   | уличный комитет | 8356                  | 46°24′23″ с. ш. 124°53′06″ в. д. |

## Соседние административные единицы
Район Хунган граничит со следующими административными единицами:
- Район Сарту (на севере)
- Район Лунфэн (на северо-востоке)
- Район Жанхулу (на северо-западе)
- Район Датун (на юго-западе)
- Городской округ Суйхуа (на востоке)